# 顫音 (音樂)

颤音符號

颤音是一种乐器演奏技法或歌唱技法，它亦可以指一種音樂符號。顫音之間通常相距半音或者全音。

## 表示方法
顫音可以有兩種表示方法，用tr或波浪線表示。

## 演奏方法
演奏方法有兩種：
下本下（上=本來的音上面的音；本=本來的音；下=本來的音下面的音）
上本上

## 乐器的颤音
藉由手指的快速顫動，快速交替奏出主音和其高二度、三度或四度的音。藉由不同的顫動速度、音程差距的變化、可達到不同的表現效果。